# 호텔 마리오
《호텔 마리오》(Hotel Mario)는 필립스에서 닌텐도로부터 마리오 라이선스를 받아서 제작한 CD-i 게임이다. 이와 유사하게 CD-i 젤다 시리즈도 라이선스를 받아서 제공된 게임이다. 닌텐도 측에서 이 게임에 대해 공식적인 슈퍼 마리오 게임 시리즈로 언급한 적이 없다.
게임의 스토리는 마리오가 쿠파에게서 버섯 왕국을 구한다는 기존 슈퍼 마리오 시리즈와 같은 내용이나, 슈퍼 마리오 랜드와 세계관을 공유한다. 한가지 특이한 사항은 닌텐도에서 와리오랜드 셰이킹에 애니메이션을 쓰기 전에 애니메이션이 이미 쓰인 게임이라는 점이다.

## 게임 플레이
플레이어는 마리오와 루이지를 조종해 각 스테이지에 있는 문을 두드린다. 게임의 목표는 전체 문을 두드리고 마지막 층까지 가는 것이다. 적은 쿠리보 등이 나오는데, 기존 마리오 시리즈처럼 밟을 수 있다. 그 밖에도 코인을 모을 수 있다.

## 평가
| 평가                                                          |                    |
| ------------------------------------------------------------- | ------------------ |
| 평론 점수 평론사 점수 게임프로 Video Games 7/10 스코어:70/100 |                    |
| 평론 점수                                                     |                    |
| 평론사                                                        | 점수               |
| 게임프로                                                      | 2.5/별             |
| Video Games                                                   | 7/10 스코어:70/100 |

## 외부링크
- (영어) 호텔 마리오 - 인터넷 영화 데이터베이스
- (영어) 호텔 마리오 - 모비게임스